# Ahmed Belal
Ahmed Belal (en árabe: أحمد فرج محمد بلال‎ ; Gobernación Occidental, Egipto, 20 de agosto de 1980) es un exfutbolista de Egipto que jugaba en la posición de delantero centro.

## Carrera

### Club
| Periodo   | Club                  | Apariciones | Goles |
| --------- | --------------------- | ----------- | ----- |
| 1999–2005 | Al-Ahly SC            | 90          | 60    |
| 2005–2007 | Konyaspor             | 30          | 15    |
| 2006–     | → Ankaragücü (cedido) | 13          | 3     |
| 2007–2010 | Al-Ahly SC            | 41          | 11    |
| 2010–2011 | Smouha SC             | 23          | 7     |
| 2011–2012 | ENPPI Club            | 1           | 0     |
| 2012      | Al-Naft               | 0           | 0     |
| 2013      | Al-Wehdat SC          | 1           | 0     |

### Selección nacional
A nivel de selecciones menores ganó la Copa Africana de Naciones Sub-17 en 1997 y jugó en la Copa Mundial de Fútbol Sub-17 de 1997 donde anotó tres goles. Debutó con Egipto el 8 de agosto de 2002 en un partido amistoso ante Etiopía donde anotó un gol, participó en la Copa Africana de Naciones 2004 donde anotó un gol.
Jugó 26 partidos internacionales y anotó 19 goles hasta su retiro internacional en 2011.

## Logros

### Club
- CAF Champions League: 2001, 2005, 2008
- African Super Cup: 2002, 2009
- Egyptian Premier League: 1998-99, 1999-00, 2004–05, 2006–07, 2007–08, 2008–09, 2009-10
- Egyptian Soccer Cup: 2001, 2003, 2007
- Egyptian Super Cup: 2004, 2007, 2008, 2009

### Selección nacional
- African Under-17 Championship: 1997

### Individual
- Goleador de la Egyptian Premier League en 2002–2003 (19 goles).
- Goleador de la Liga de Campeones de la CAF 2002 (7 goles).